# Hamac Caziim
A Hamac Caziim egy mexikói rockegyüttes. Mind a négy tagja sonorai szeri indián származású, céljuk a szeri kultúra és nyelv megőrzése és népszerűsítése a fiatalok körében az ősi szeri dalok modern feldolgozásának segítségével. Az együttes neve is szeri nyelvű, jelentése: isteni tűz.

## Munkásságuk
A Hamac Caziim 1995-ben alakult Punta Chuecában a szerik „idősek tanácsának” engedélyével, de csak a következő évben léptek a nyilvánosság elé. Alapítói azért hozták létre, mert úgy érezték, a szeri fiatalok lassan kezdik elveszíteni a kultúrájukhoz és nyelvükhöz való kötődést, és mivel a más nyelvű rockzene igen népszerű köreikben, úgy gondolták, egy szeri nyelven éneklő együttes segíthet a kultúra és a nyelv megőrzésében.
Ősi szeri dalokat dolgoznak fel, de azok közül sem az ünnepélyes, szertartásos énekeket, mivel úgy érzik, a koncerteken részt vevők nincsenek abban a lelkületben, hogy ezeket hallgassák, már-már a kultúra megsértése lenne ilyen dalokat koncerten előadni. Szövegeik azonban gyakran annyira régi eredetűek, hogy ők maguk sem tudják jelentésüket. A hagyományos rockhangszerek mellett szeri dobokat, csörgőket és reszelőhöz hasonló hangkeltő eszközöket is alkalmaznak. Fellépéseiken arcukat kifestve, hagyományos ruhákban jelennek meg.
Felléptek már számos mexikói rendezvényen, például Veracruzban a Cumbre Tajínon, San Luis Potosí fesztiválján, a mexikóvárosi Ollin Kan fesztiválon és a chihuahuai nemzetközi fesztiválon, valamint többször az Amerikai Egyesült Államokban, egyszer-egyszer pedig Berlinben és az oroszországi Permben is.
Első CD-lemezük 2005 augusztusában jelent meg, a második 2014-ben Iamoc Imac Ano Caalam („Akik éjjel játszanak”) címmel. Több dokumentumfilmben is szerepelnek: 2007-ben az UNAM egyetem emberei kifejezetten róluk forgattak egyet Hamac Caziim, fuego sagrado címmel, de megjelennek a 2010-es Cefalópodo című Rubén Imaz-filmben is.

## Tagok
Az együttesnek négy tagja van, nyugatias nevük ellenére mindannyian szeri indiánok:
- Ének: Francisco Molina („El Indio”, vagyis „Az indián”)
- Elektromos gitár: Anselmo Morales
- Basszusgitár: Jeremías López
- Dob: Eliezer Barnett